# Julius Abeler
Julius Abeler, eigentlicher Name Julius Heinrich Brinkmann (* 7. November 1859 in Elte (Rheine); †  3. Juni 1943 in Ahlen), war ein deutscher Gymnasiallehrer und Mundartschriftsteller.

## Leben
Aufgewachsen in seinem Geburtsort Elte, besuchte er die Schule in Langenhorst und war danach als Pädagoge an verschiedenen Schulen tätig, ab 1879 zunächst in der Ahlener Bauernschaft, später an der Rektoratsschule in Ahlen, an der er, nachdem sie zum Gymnasium ausgebaut worden war, bis zu seiner Pensionierung im Jahre 1924 als Gymnasial- und Oberschullehrer unterrichtete.

## Werke (Auswahl)
- Iimskinner. Erzählung in münsterländer Mundart. Lenz, Leipzig 1914.
- De Flok: vertellsel ut dat Mönsterlänner Burenliäwen. hg. v. Reinhard Pilkmann-Pohl. Schnell, Warendorf 2005, ISBN 3-87716-742-X.